# Jesús Gil Manzano
Jesús Gil Manzano (Don Benito, 4 febbraio 1984) è un arbitro di calcio spagnolo.

## Carriera
Ha fatto il suo debutto nel massimo campionato spagnolo il 28 agosto del 2012, a 28 anni, dirigendo nell'occasione un match tra Malaga e Maiorca.
In campo nazionale ha diretto anche un Clásico nel 2014, vinto per 3-1 dal Real Madrid, la finale di Copa del Rey tra Barcellona e Siviglia nel 2015 e la partita di andata tra le due medesime squadre della Supercopa de España 2016.
È internazionale dal 1º gennaio del 2014. Il 17 luglio dello stesso anno fa ufficialmente il suo esordio in una competizione UEFA, arbitrando il preliminare di Europa League tra l'MFK Košice e lo Slovan Liberec, terminato 0-1. Nei mesi successivi, fa alcune apparizioni in gare tra nazionali giovanili, specie di categoria under-19.
Il 1º marzo 2016 viene ufficialmente convocato, quale arbitro addizionale, per il Campionato Europeo di Francia, dove ha coadiuvato l'arbitro effettivo Carlos Velasco Carballo, assieme agli assistenti Roberto Alonso Fernández e Juan Carlos Yuste Jiménez e all'addizionale Carlos del Cerro Grande. Insieme hanno diretto Albania-Svizzera e Slovacchia-Inghilterra della fase a gironi, oltre a Croazia-Portogallo, match valevole per i quarti di finale.
Ha fatto il suo esordio da arbitro effettivo in una partita tra Nazionali l'11 ottobre 2016, dirigendo l'incontro valevole per le qualificazioni al campionato mondiale 2018 tra Lituania e Malta, terminato 2-0 per i padroni di casa.
Nel settembre 2017 arriva per lui l'esordio nei gironi di Champions League, viene designato infatti per una gara della seconda giornata dell'edizione 2017-18 tra i belgi dell'Anderlecht e gli scozzesi del Celtic.
Il 15 marzo 2018 arbitra il ritorno di un ottavo di finale di Europa League tra Dinamo Kiev e Lazio.
In seguito a un programma di interscambio di arbitri tra CONMEBOL e UEFA , il 21 aprile 2021 Manzano viene selezionato tra gli arbitri della Copa América 2021. Fa il suo esordio in Copa América il 18 giugno seguente, in occasione di Cile-Bolivia a Cuiabá, dirigendo successivamente Ecuador-Perù a Goiânia ed il quarto di finale Uruguay-Colombia a Brasilia.
Il 10 maggio 2023 dirige l'andata del derby di Milano tra Milan e Inter, valevole per le semifinali di Champions League e vinto dai nerazzurri 2-0.
Il 7 giugno 2023 svolge il ruolo di quarto ufficiale nella finale di Conference League Fiorentina-West Ham 1-2, diretta da Carlos Del Cerro Grande.
Il 23 aprile 2024 la UEFA lo ha convocato per il campionato d'Europa 2024 in Germania, insieme agli assistenti Diego Barbero Sevilla e Angel Nevado Rodriguez, ed ai VAR Alejandro Hernández Hernández e Juan Martinez Munuera.